# 仮面ライダー×仮面ライダー×仮面ライダー THE MOVIE 超・電王トリロジー
- 仮面ライダーシリーズ
  - 仮面ライダー電王 > 仮面ライダー×仮面ライダー×仮面ライダー THE MOVIE 超・電王トリロジー
  - 仮面ライダーディケイド > 仮面ライダー×仮面ライダー×仮面ライダー THE MOVIE 超・電王トリロジー

『仮面ライダー×仮面ライダー×仮面ライダー THE MOVIE 超・電王トリロジー』（かめんライダーかめんライダーかめんライダー ザ ムービー ちょう でんおうトリロジー）は、東映系で公開された、特撮テレビドラマシリーズ「仮面ライダーシリーズ」の『仮面ライダー電王』の劇場版3部作の総称（3作品については下記#公開作品参照）。
キャッチコピーは「時空を超えて―愛のための戦い。」（RED）、「さよなら、相棒!? 戦いの先にあるものとは―。」（BLUE）、「世界を超えた―華麗にお宝コンプリート!?」（YELLOW）。

## 公開作品
『EPISODE RED ゼロのスタートウィンクル』（エピソードレッド ゼロのスタートウィンクル）
2010年5月22日公開された第1弾。
『EPISODE BLUE 派遣イマジンはNEWトラル』（エピソードブルー はけんイマジンはニュートラル）
同年6月5日公開された第2弾。
『EPISODE YELLOW お宝DEエンド・パイレーツ』（エピソードイエロー おたからデエンド パイレーツ）
同年6月19日公開された第3弾。

## 概要
『仮面ライダー電王』の劇場版新シリーズ「超・電王シリーズ」第2弾。同時に仮面ライダーシリーズ初の3作品連続公開作品でもある。
電王シリーズを通しての主人公である野上良太郎 / 仮面ライダー電王とモモタロス・ウラタロス・キンタロス・リュウタロスたち4人のイマジンが、他のライダーと関わり、交流する姿が描かれる。
桜井侑斗 / 仮面ライダーゼロノスをゲスト主人公とする『RED』・野上幸太郎 / 仮面ライダーNEW電王をゲスト主人公とする『BLUE』・海東大樹 / 仮面ライダーディエンドをゲスト主人公とする『YELLOW』と、3人の仮面ライダーがそれぞれ電王とともに活躍するエピソード3本が2010年5月22日・6月5日・6月19日と順に公開。
本作品は上記の3人を中心とした3作品であるため、『仮面ライダー電王』と『仮面ライダーディケイド』のスピンオフ作品とも呼べる内容になっている。
『RED』は「テレビシリーズ」としての電王のこれから、『BLUE』は「劇場版シリーズ」としての電王のこれから、『YELLOW』は「仮面ライダーシリーズ」としての電王のこれから、の面白さを凝縮した作品として制作した、という意図が公式サイトで明かされている。
『BLUE』ではNEW電王に新武器、『YELLOW』では従来の劇場版と同様に、劇場版限定ライダーや劇場版限定の初登場フォームが登場する。
『BLUE』で上原美来を演じた高山侑子は後の『仮面ライダーウィザード』において大門凜子役でレギュラー出演を果たした。
入場者特典として全国50万名に劇場オリジナルガンバライドカードがプレゼントされた。また、各チケット半券計3枚をはがきに貼り付けて応募することで「特製モモタロスボイスカード」を抽選でプレゼントする『トリロジー達成キャンペーン!!』も行われた。

## あらすじ
- それぞれのストーリー上の関連性はほとんどないが、オーナーが一貫して不可解な行動をとっており、『YELLOW』終盤でその真意が明かされた。
- タイトルにはその作品にあった色でライダーの名前が隠れている。

『RED』
ミルクディッパーのリニューアルオープンのための準備をしている愛理と良太郎。その時、モモタロスが良太郎の前にやってきた。ピギーズイマジンによってデンライナーに日にちを設定していないチケットを入れられてしまいデンライナーのコントロールが出来なくなってしまったらしい。
一方、ミルクディッパーの買出しに出かけた愛理は二人の不良に絡まれかけてしまう。間一髪、良太郎に憑依したモモタロスが追い払ったため事なきを得たが男たちはある人物から愛理を襲えと指図されていたようでその周囲を見回してみると桜井侑斗の姿が。
そのころ、制御の出来ないデンライナーには困惑する乗客の中にデネブが乗り込んでいた。その後ミルクディッパーの準備をする愛理だったが、悪漢らしい男たちが入店しミルクディッパーで暴れ始める。だがそれを救ったのは侑斗だった。
なぜ、侑斗は愛理を助けたのか?そして愛理を狙う真犯人とは?
さまざまな謎が交差するとき仮面ライダーゼロノスのラブアンドバトルが始まる。

『BLUE』
フリーマーケットが開かれていたキングライナーのターミナルでチケットの窃盗事件が発生する。警備員を蹴散らし屋上に逃げたフード姿の怪人を待ち構えていたのは偶然、ターミナルに来ていた良太郎。電王ソードフォームに変身して捕らえようとするが正体を現したマンティスイマジンののらりくらりとした態度と毒の息に翻弄され苦戦を強いられる。結果、イマジンには逃亡され良太郎は戦闘不能、モモタロスも足を負傷してしまう。
この事態を見かねたオーナーは「助っ人を呼んでおきました」と語り、現れたのはなぜかジーク。ゲンナリする面々だが本物の助っ人である仮面ライダーNEW電王の野上幸太郎は相棒のテディとともにターミナルを訪れていた。再会を喜び早速調査に向かおうとするがそこでオーナーが衝撃発言をする。「テディ君との契約は、終了とさせていただきます」。
オーナーの言葉の意味は?そしてマンティスイマジンがチケットを盗んだ理由とは…?
さまざまな思いが交錯する中、幸太郎とテディの友情の絆が試される。

『YELLOW』
イマジンの匂いを察知したモモタロスはウラ、キン、リュウタの四人で夜の街を探索していた。そして、ビルの上を軽々と飛び移る人影を発見する。契約者の青年に憑依したスパイダーイマジンを追い詰めるがモモタロスは青年がどこかで見た顔だと気づく。遅れて良太郎も到着するが契約が完了してイマジンは過去に跳んでしまう。
青年は「野上良太郎に会いたい」と望んでいたのだ。青年が何者なのか気になる良太郎とモモタロスだがイマジンの撃退が先、2008年11月22日に跳んだスパイダーイマジンを追い掛け、難なく撃破した電王だがフルチャージの際に使用したライダーパスが見つからない。皆で捜していた隙を突かれてライダーパスを手に持った青年がデンライナーをジャックする。ここにきてモモタロスは青年の正体が仮面ライダーディエンドこと海東大樹だったことを思い出した。
そして、デンライナーは2008年から現代に帰ろうとするがなぜかすぐ戻ってきてしまう。オーナーはそれに対して大樹に「あなたはこの時間に、よほど強い思い入れがあるようですね」と問う。
過去に跳んだ大樹は何をしようとしているのか?さらに大樹を追って新たな電王、仮面ライダーG電王に変身する時間警察の黒崎レイジと人工イマジンのイブが現れる。大樹とレイジ、2008年11月22日に始まった両者の因縁とは一体何なのか?
過去と現在の出来事に秘められた失われたお宝を取り戻す時、ディエンドは新たな変身を遂げる。

## 登場キャラクター
主人公である野上良太郎は、前作の『超・電王』で起きた時間の歪みの影響で少年の姿になってしまい、事件を解決しても元に戻っていないままだが、姉の愛理はテレビシリーズの最終話で「時の列車」に関する記憶を取り戻して、それを認知して受けている。『YELLOW』の終盤では、『ディケイド』の光写真館が登場したが、大樹以外の『ディケイド』の主要人物は登場しない。

### 『RED』の登場キャラクター
菊地 宏（）
『RED』の重要人物。2010年1月26日に偶然目に入った愛理に一目ぼれして、その直後自転車から転んで、ズボンの後ろが破けたところを見られてしまい、「彼女（愛理）を格好よく助け出す」という望みを叶えるため、ピギーズイマジンと契約してしまう。自分から行動するのが苦手で、ガラの悪い男たちで愛理を襲わせて、自分が助けに入るというベタな作戦をしようとしたが、いずれもM良太郎や侑斗に邪魔されてしまう。
ピキーズイマジンが提案した作戦で、ガソリンのタンクを積んだトラックで、ゼロノスとピキーズイマジンの戦いで、愛理の前でかっこ良く立とうとしたが、自身の性格のせいか中々やろうとせず、そのことでピキーズイマジンが勝手に愛理をトラックの荷台に閉じ込めて契約完了しようとしたことが気に入らず、強く否定して愛理を乗せたままトラックで逃走する。その後、トラックのブレーキがきかなくなり、崖に転落する寸前にゼロノスとデネブの連携で、愛理と共に無事に助け出された。

ピギーズイマジン
菊地宏の思い描く『三匹の子豚』から子豚をイメージして現出した兄弟イマジン。鋭い爪で引き裂く攻撃と強力な脚力による突進攻撃を得意とする。見た目は鈍重だが、知略に長けており、デンライナーに日にちを設定していないチケットをセットさせ、2010年1月をあちこち暴走し始めさせる。『三匹の子豚』をモチーフしているように、体のいたるところにワラや木、レンガという豚の兄弟たちが作る家の材料が付いており、真ん中と両肩にある3つの顔の三兄弟になっており、一つの身体に3匹が共有して宿っている。
真ん中の赤い眼の頭部の兄は、菊地の自信のなさや弟たちの行動に常にイライラしたり、右肩の黒い眼の頭部の次男は、「違うよ」と言って兄も含めて誰の言葉も否定し、左肩の白い眼の三男は、生意気な子供のようなしゃべり方で同じ言葉を繰り返して発言する。両肩の弟たちが喋る時は、喋る方が顔を向くなどの動きは、電王 クライマックスフォームに酷似している。
自ら提案した作戦で、菊地の契約を完了しようとしたが、当の本人が中々やろうとしなかったために激怒し、愛理をトラックの荷台に閉じ込めて契約完了しようとしたが、菊地がこれを強く否定し、そのトラックで逃走。自分たちも何とか彼を追おうとしたが、良太郎とモモタロスに邪魔され、電王と戦うことになった。
電王 ソード / ロッドフォームを圧倒する強さを誇ったが、電王 クライマックスフォームのボイスターズスラッシュ（俺たちの必殺技・クライマックスバージョン）で倒された。この際に、兄は弟たちに「ごめん、弟たち!」と謝罪の言葉を叫んだ。兄弟内での呼称は兄は2人に「弟たち」、次男は兄に「兄貴」、三男は兄に「お兄ちゃま」である。
- ワラと木とレンガの意匠を入れることとなったが、色がなかなか決まらず、ボスタイプの色である金と黒に最終的に決まり、両肩の頭も喋ることとなった。

### 『BLUE』の登場キャラクター
上原 美来（）
『BLUE』の重要人物である18歳の少女。イマジンと契約した未来の美来と自分の誕生日を迎えた現代の美来の二人が登場する。
未来の美来は、2010年の夏に祖母である早苗（後述）が亡くなり、早苗との約束を、自分が友人や彼氏と遊ぶことに夢中で、何度も先延ばししたせいで果たせずに後悔していた。マンティスイマジンに「2010年の自分の誕生日を祖母とともに祝いたい」と願い、マンティスイマジンが盗んだチケットで自分の誕生日である2010年6月10日に早苗に会いに行こうとする。だが、その日の自分に鉢合せしてしまい、互い自分が本物だと言い合ううちに、早苗の提案で、料理とテニス（中学時代は、テニス部の部長を務めていた）で勝負する。尾崎とも面識があり、未来の自分を見かけてドッペルゲンガーではないかと相談している。

上原 早苗（）
美来の祖母。何事も平常心でいて、未来と現代の二人の美来が現れても動じず、優しく見守る。上述の未来の美来の発言通り、2010年の夏では既に死去している。

マンティスイマジン
上原美来の思い描くサン族の民話『カマキリと月』からカマキリをイメージして現出した女性イマジン。美来との契約を果たすために必要となったデンライナーのチケットをターミナルから手に入れるために盗難事件を起こした。
女性らしく「いや〜ん」などの色っぽい声を出して敵（主に男性）を怯ませる戦法を得意とする。武器はカマキリの腕を模したハサミ状の鎌で、火炎弾や緑色の刃型光弾を飛ばすことも可能。また、口から吐く紫色の息には毒が含まれており、ため息一つで、植物を枯らす他、周囲の人間にダメージを与え、周囲を闇夜に包んでしまうことも出来る。
電王 ソード/ガンフォーム、テディが離れ本調子ではなかったNEW電王を苦しめた強敵だが、テディとのコンビが復活したNEW電王のカウンタースラッシュ（カウント10秒）で倒された。
『オーズ・電王・オールライダー レッツゴー仮面ライダー』ではショッカーの怪人軍団の1人として登場。
- テレビでは出していなかったカマキリモチーフとなり、女性のイマジンも出ていなかったため、カマキリ女となった。

### 『YELLOW』の登場キャラクター
黒崎 レイジ（） / 仮面ライダーG電王
『YELLOW』の重要人物であり、もう1人の主人公。時間警察所属のGメンで、常に冷静沈着に職務を遂行し、時の運行を妨げる者を逮捕する役割を持つ。
未来からやって来た20歳の青年で、2008年ではまだ、5-6歳辺りの少年である。実家は伯爵の家系であり、幼いときに海東大樹と会っており、その時に家宝である宝飾拳銃を巡り個人的な恨みを持っている。
幼いときに母親のさゆりに捨てられたと思っており、「イブ以外（人類そのもの）は信用できない」と語るが、その恨んでいた母親は自身に何度も手紙を送っていたが、家の人が何らかの理由でその手紙を家宝の宝飾拳銃の箱に隠していたことで読むことは出来なかった。しかし大樹は拳銃を盗んだ際にこのことに気付いており、レイジが持つ現在の拳銃で過去の大樹が奪った拳銃の箱を撃たせることでレイジにこのことを気付かせようとした。このとき飛ばされた拳銃の箱から手紙が見つかり、レイジは母親の想いを知ることとなりさゆりと大樹を許した。その後、暴走したイブがG電王に変身して暴れだしたため、自分が保有していたケータッチを大樹に譲渡する。
終盤で、2008年のある花屋でさゆりと再会を果たし、自分の時間にいるさゆりに花束を渡すために、再び自分のいる時間に帰った。なお、常に懐中時計を身に着けている。

イブ
時間警察が開発したドーベルマン型の人工イマジン第1号で、この世の全ての歴史が刻まれたアカシックレコードに忠実に行動しようとする。体は存在せず、普段はライダーパスの中におり、時々立体映像のようにパスの画面に出現する。
G電王の変身時には胸部の装甲の一部となる。会話を行う際には両目が赤く発光する。
レイジに対して様々なアドバイスを行うが、内心では人間を信用しておらず、最終的には憎んでいた母と大樹をレイジが許そうとしたことがきっかけで彼を見限ってG電王を乗っ取り変身、時間の完全なる管理を目的に人間を排除しようとする。電王やディエンドたちを苦しめたが、ディエンドと電王 クライマックスフォームの時間差攻撃を受けてダメージを負った挙句、レイジに託されたケータッチによって強化変身したディエンド コンプリートフォームが発動したFAR・ディエンドとAR・劇場版による一斉攻撃で倒された。
『イマジンあにめ3』にも登場する。
- ほかのイマジンのようにスーツのキャラクターにするという案もあったが、人工イマジンという設定から一種のシステムとして捉えるため、顔だけに落ち着いた。

水島 さゆり（）
レイジの母親。理由は不明だが、黒崎家から離れており足立区綾瀬の花屋で店員として働いていた。

## 本作品オリジナルの仮面ライダー

### 仮面ライダーG電王
『YELLOW』に登場。
黒崎レイジがイブのオーラをフリーエネルギーに変換して変身する時間警察の電王。電仮面はパトライトを模している。手足やスーツのデザインは従来の電王系ライダーの物にアレンジが加えられている。レイジが変身すると拡声器を通したような音声になる。
胸部に仕込まれたイブの解析によって敵の動きを先読みし、無駄のない的確な戦闘を行う。その一方で1体の相手に集中するあまり、連携攻撃には弱い。また手を翳すことで強力なバリアを展開でき、ディエンドのディメンションシュートや電王 アックスフォームのダイナミックチョップ、電王 ソードフォームのエクストリームスラッシュ（俺の必殺技パート3）を防いだ。
他のライダーとは異なり時の列車を使用せず、ワープする形で自由に時間を行き来できる。
終盤では暴走したイブがスーツを乗っ取って変身した。G電王も、変身時には一瞬プラットフォームに相当する形態が出現するが、この状態での戦闘は行わない。
ツール
ライダーパス
電王の物とは構造が異なり、レイジの時間警察としての身分証明証でもある。人工イマジンであるイブの顔が出現し、物質の転送や、目標の人間に自動的に手錠をかけて強制的に転送させる機能を備えるほか、警察手帳としての機能も兼ねている。
Gデンオウベルト
ターミナルバックルが時間警察のマークであり、フォームスイッチが電王ウイングフォームやガオウ、幽汽と同形状であること以外は通常のデンオウベルトと差異はほとんどない。
必殺技発動時にセタッチする際に、イブが「パーフェクトウェポン」と叫ぶ。
デンガッシャー
電王やNEW電王が携行する物と同様の武器で、ガンモードと十手モードの2形態を使用する。
ガンモード
銃身上部にアックスモードの刃が出現しており、接近戦にも対応可能。敵を捕らえるための捕獲網を仕込んでいるほか、地面に向けて弾丸を放つことで地表を進む衝撃波として攻撃できる。
十手モード
ロッドモードと同じ連結だが長く伸びておらず、こちらも鍔部分からアックスモードの刃が伸びている。

必殺技
ワールドバニッシュ
攻防一体のバリアに包まれた状態で、遠隔操作可能な赤と青の光線をデンガッシャー ガンモードから無数に発射する。
ワールドエンド
十手モードで放つ技。劇中未使用。

## 関連用語・アイテム・組織
時間警察（）
ターミナルに設置された時の運行を妨げようとする時間犯罪者を取り締まる組織。
- 泥棒に対しての警察と、『電王』の時間というキーワードの両方を満たすものとして分かりやすいものとなった。

インフィニティチケット（白）

## キャスト

### キャスト（RED）
- 桜井侑斗 - 中村優一
- 野上愛理 - 松本若菜
- ナオミ - 秋山莉奈
- 野上良太郎 - 溝口琢矢
- コハナ - 松元環季
- 尾崎正義 - 永田彬
- 三浦イッセー - 上野亮
- 菊地宏 - 中泉英雄
- 桜井侑斗（未来）[注釈 5] - 岡野友信
- 松林由佳
- チンピラ[注釈 5] - 金田進一、高橋光
- ヤクザ[注釈 5] - 青木哲也、藤榮史哉
- どうきひろし
- オーナー、駅長（2役） - 石丸謙二郎

### キャスト（BLUE）
- 野上幸太郎 - 桜田通
- 上原美来 - 高山侑子
- ナオミ - 秋山莉奈
- 野上良太郎 - 溝口琢矢
- コハナ - 松元環季
- 野上愛理 - 松本若菜
- 尾崎正義 - 永田彬
- 三浦イッセー - 上野亮
- 上原早苗 - 草村礼子
- オーナー、駅長（2役） - 石丸謙二郎

### キャスト（YELLOW）
- 海東大樹 - 戸谷公人
- 黒崎レイジ - 古川雄大
- ナオミ - 秋山莉奈
- 野上良太郎 - 溝口琢矢
- コハナ - 松元環季
- 野上愛理 - 松本若菜
- 尾崎正義 - 永田彬
- 三浦イッセー - 上野亮
- 水島さゆり - 粟田麗
- 子供時代の黒崎レイジ[7][注釈 5] - 坂口湧久
- 青柳尊哉
- オーナー、駅長（2役） - 石丸謙二郎

### 声の出演

#### 3作全てに出演
- モモタロス - 関俊彦
- ウラタロス - 遊佐浩二
- キンタロス - てらそままさき
- リュウタロス - 鈴村健一

#### 声の出演（RED）
- デネブ - 大塚芳忠
- ピギーズイマジン・兄 - 中井和哉
- ピギーズイマジン・中兄 - 鳥海浩輔
- ピギーズイマジン・弟 - 柿原徹也

#### 声の出演（BLUE）
- ジーク  - 三木眞一郎
- テディ - 小野大輔
- マンティスイマジン - 富沢美智恵

#### 声の出演（YELLOW）
- イブ - 高橋広樹
- スパイダーイマジン - 笹沼尭羅
- ディエンドライバー、ケータッチ - マーク・大喜多
- 仮面ライダーG4[8]、仮面ライダーコーカサス[8] - 丹野宜政[注釈 6]

### スーツアクター

#### スーツアクター（RED）
- 仮面ライダー電王[2][9]、モモタロス[2][9] - 高岩成二
- 仮面ライダーゼロノス[2] - 伊藤慎
- ウラタロス[2] - 永徳
- キンタロス[2] - 岡元次郎
- リュウタロス[2][10] - おぐらとしひろ
- デネブ[2] - 押川善文
- ピギーズイマジン[2][11]、アントホッパーイマジン（アリ）[2][11] - 伊藤教人
- 渡辺淳
- 横田遼
- デネブ[12] - 藤井祐伍
- 小野友紀
- 蔦宗正人
- 高田将司
- 森村修一
- 藤田慧
- 村岡友憲
- 五味涼子
- 玄也
- 内川仁朗
- 細川晃弘
- 遠藤誠
- 片伯部浩正
- 大岩剣也
- 岡田和也
- 神前元
- 中村博亮
- 金子起也

#### スーツアクター（BLUE）
- 仮面ライダー電王[9]、モモタロス[9] - 高岩成二
- 仮面ライダーNEW電王[13] - 伊藤慎
- ウラタロス - 永徳
- キンタロス - 岡元次郎
- リュウタロス[10] - おぐらとしひろ
- ジーク[13] - 永瀬尚希
- テディ[13] - 金田進一
- マンティスイマジン[13] - 藤田慧
- 渡辺淳
- 高田将司
- 浅井宏輔
- 高橋玲
- 佐藤太輔
- 神前元
- 押川善文
- 伊藤教人
- 渡邉昌宏
- 村岡弘之
- 高橋光
- 藤井祐伍
- 横田遼
- 橋口未和
- 小野友紀
- 森村修一
- 南誉士広
- 内川仁朗
- 岡田和也
- 岡田貴善[注釈 7]
- 片伯部浩正
- 大岩剣也
- 中村博亮
- 関谷健利

#### スーツアクター（YELLOW）
- 仮面ライダー電王[9]、モモタロス[9] - 高岩成二
- 仮面ライダーディエンド[4]、ウラタロス - 永徳
- キンタロス - 岡元次郎
- リュウタロス[10] - おぐらとしひろ
- 仮面ライダーG電王[4][11]、スパイダーイマジン（赤目）[11] - 伊藤教人
- 金田進一
- 今井靖彦
- 渡辺淳
- リュウタロス（代役）[14] - 藤田慧
- 横田遼
- 押川善文
- 永瀬尚希
- 福沢博文
- 伊藤慎
- 藤井祐伍
- 高田将司
- 高橋光
- 村岡友憲
- 森村修一
- 岡田貴善[注釈 7]
- 石井靖見
- 佐藤太輔
- 浅井宏輔
- 玄也
- 内川仁朗
- 神前元
- 岡田和也
- 清家利一
- 神尾直子
- 渡邉昌宏
- 橋口未和
- 小野友紀
- 人見早苗
- 金子佳代
- 遠藤誠
- 片伯部浩正
- 大岩剣也
- 白井雅士
- 中村博亮
- 関谷健利

## スタッフ
- 原作 - 石ノ森章太郎（石森章太郎プロ）
- 脚本 - 小林靖子（RED、BLUE、YELLOW（一部[注釈 8][注釈 6]））、米村正二（YELLOW）
- 監修 - 小林靖子（YELLOW）
- 音楽 - 佐橋俊彦
- 製作 - 鈴木武幸（東映）、平城隆司（テレビ朝日）、日達長夫（東映ビデオ）、篠田芳彦（アサツー ディ・ケイ）、木下直哉（木下工務店）
- 企画 - 中曽根千治（東映）、梅澤道彦（テレビ朝日）、松下洋子（アサツー ディ・ケイ）、沖村佳昭（木下工務店）
- エグゼクティブプロデューサー - 杉山登（テレビ朝日）、山崎立士（アサツー ディ・ケイ）
- 撮影 - いのくままさお
- 照明 - 斗沢秀
- 美術 - 大嶋修一
- 録音 - 堀江二郎
- 編集 - 須永弘志
- 整音 - 曽我薫
- 助監督 - 伊藤良一、谷口昌史
- スクリプター - 國米美子（RED）、たかいわれいこ（BLUE、YELLOW）
- 制作担当 - 本間隆廣（RED、BLUE）、板垣隆弘（YELLOW）
- AP - 石川啓
- ラインプロデューサー - 道木広志
- キャラクターデザイン - 早瀬マサト（石森プロ）、菊地和浩・阿部統・田野辺尚伯・高木義弘（PLEX）
- クリーチャーデザイン - 韮沢靖
- オープニング演出 - 柴﨑貴行
- 絵コンテ - なかの★陽
- アニメ演出 - 柴﨑貴行（YELLOW）
- 特撮監督 - 佛田洋
- アクション監督 - 村上潤（ジャパンアクションエンタープライズ）
- スーパーバイザー - 小野寺章（石森プロ）
- プロデュース - 白倉伸一郎、武部直美、本井健吾（テレビ朝日）、加藤和夫・佐藤現（東映ビデオ）
- 製作プロダクション - 東映東京撮影所、東映テレビ・プロダクション
- 配給 - 東映
- 製作 - 東映、テレビ朝日、東映ビデオ、アサツー ディ・ケイ、木下工務店
- 監督 - 金田治（ジャパンアクションエンタープライズ / RED）、舞原賢三（BLUE）、柴﨑貴行（YELLOW）

## 主題歌
「Action-ZERO 2010」（RED）
作詞 - 藤林聖子 / 作曲 - LOVE+HATE、鳴瀬シュウヘイ / 編曲 - 鳴瀬シュウヘイ / 歌 - 桜井侑斗&デネブ
仮面ライダーゼロノスのテーマソング「Action-ZERO」を、バラード調にアレンジした曲。

「Double-Action Strike form」（BLUE）
作詞 - 藤林聖子 / 作曲 - LOVE+HATE、Ryo / 編曲 - Ryo / 歌 - 野上幸太郎、テディ（C.V.桜田通、小野大輔）
仮面ライダーNEW電王のテーマソング。

「Climax-Action 〜the 電王History〜」（YELLOW）
作詞 - 藤林聖子 / 作曲 - 鳴瀬シュウヘイ、LOVE+HATE / 編曲 - 鳴瀬シュウヘイ
「Climax-Jump」、「Double-Action」、および「Action-ZERO」をリミックスした楽曲。

## イマジンあにめ
イマジンあにめ3発売に先駆け、各本編終了後に上映されたFLASH風短編アニメで、パンフレットにも4コマ漫画『イマジンあにめ3への道』が掲載された。劇場公開時は特に表題はなかった。
基本的に「次に公開される作品」について触れて次回公開の作品の予告を行うが、『YELLOW』のみ『W』の劇場2作目『運命のガイアメモリ』の予告に変更されている。

## 映像ソフト化
本作品以降、平成仮面ライダーシリーズの春公開の劇場版はディレクターズカット版が発売されていない。 
- 超・電王トリロジー 劇場公開記念スペシャルステージ イマジン超クライマックスツアー2010（DVD1枚組、2010年9月21日発売）
  - 映画公開を記念して開かれたイベントを収録
- 仮面ライダー×仮面ライダー×仮面ライダー THE MOVIE 超・電王トリロジー EPISODE RED ゼロのスタートウィンクル（1枚組、2010年10月21日発売、Blu-ray / DVDでリリース）
- 仮面ライダー×仮面ライダー×仮面ライダー THE MOVIE 超・電王トリロジー EPISODE BLUE 派遣イマジンはNEWトラル（1枚組、2010年10月21日発売、Blu-ray / DVDでリリース）
- 仮面ライダー×仮面ライダー×仮面ライダー THE MOVIE 超・電王トリロジー EPISODE YELLOW お宝DEエンド・パイレーツ（1枚組、2010年10月21日発売、Blu-ray / DVDでリリース）
  - 映像特典（全品共通）
    - 特報・劇場予告
- 仮面ライダー×仮面ライダー×仮面ライダー THE MOVIE 超・電王トリロジー コレクターズBOX（5枚組、2010年10月21日発売、Blu-rayとDVDでリリース）
  - ディスク1：「EPISODE RED」本編ディスク（単品版と共通）
  - ディスク2：「EPISODE BLUE」本編ディスク（単品版と共通）
  - ディスク3：「EPISODE YELLOW」本編ディスク（単品版と共通）
  - ディスク4：特典DVD1
    - EPISODE RED メイキング
    - EPISODE BLUE メイキング
    - EPISODE YELLOW メイキング

  - ディスク5：特典DVD2
    - 製作発表記者会見
    - 完成披露試写会舞台挨拶
    - EPISODE RED 公開初日舞台挨拶
    - EPISODE BLUE 公開初日舞台挨拶
    - EPISODE YELLOW 公開初日舞台挨拶
    - メトロデンライナー出発式
    - TV SPOT
    - DATA FILE
    - POSTER GALLERY

  - 封入特典
    - 解説書（4P）

  - 初回限定特典
    - ドレスステッカー（4枚）
    - 特製三方背アウターケース

## 評価
新宿バルト9他全国209スクリーンで公開され、映画第1弾は2010年5月22・23日の初日2日間で興収2億3251万3,850円・動員19万9,381人を記録し映画観客動員ランキング（興行通信社調べ）で初登場第2位を獲得し、電王前作『超・電王』との2日間動員対比は136.9パーセントとなった。映画第2弾は2010年6月5・6日の初日2日間で興収1億9,434万350円・動員16万6,146人を記録し初登場第2位を獲得した。映画第3弾は2010年6月19・20日の初日2日間で興収2億86万2,500円・動員17万5,702人を記録し初登場第2位を獲得し、3部作の累計成績は興収4億7,000万円・動員90万7,706人を記録した。また映画第3弾はぴあ初日満足度ランキングで満足度90.5点を記録し第1位になるなど、子供のみならず大人のライダーファンからも好評を得ている。

## 他媒体展開

### 特別番組
『スクープ連発! 仮面ライダー電王のヒミツ 超・大図鑑』
2010年5月16日にネット局ローカル放送の映画特番第1弾。
『モモタロスの仮面ライダー超・電王 クライマックスニュース』
2010年5月22日公開日放送の映画特番第2弾。

### 関連イベント
イマジン超クライマックスツアー2010
公開記念として2010年5月3日より5会場で劇場公開記念スペシャルステージ『イマジン超クライマックスツアー2010』が開催。内容はイマジン7人がメインのショー「イマジンサスペンス劇場『Uの悲劇』」と「イマジンミュージックライブ」。
メトロデンライナー
2010年5月3日から9日まで、東京メトロ銀座線で映画記念イベント列車『メトロデンライナー』が運行された。東京メトロ上野検車区で行われた5月2日の出発式では、ナオミ役の秋山莉奈やモモタロス、ウラタロスも集合した。

### サウンドトラック
『超・電王トリロジー オリジナルサウンドトラック』（2010年5月26日発売）
3作分のBGMおよび主題歌のMOVIE EDITを収録している。これまでは公開数ヵ月後の発売が通例となっていたが、本CDは公開5日後（BLUE・YELLOWに至っては実質公開前）に発売された。BGMのトラックには各エピソード名が付与されているが、3作共通で使用されているものなど一部例外もある。また、映画本編では『クライマックス刑事』を除く過去の劇場版用に作曲されたBGMも流用されているがこれらは本CDには収録されていない。

## 関連作品
『仮面ライダーエグゼイド トリロジー アナザー・エンディング』
『仮面ライダーエグゼイド』のVシネマ作品。本作品同様、2週間ずつに各ライダーが主役の3部作品のソフトが発売するようになっている。